# Малоатлимське сільське поселення
Малоатли́мське сільське поселення (рос. Малоатлымское сельское поселение) — сільське поселення у складі Октябрського району Ханти-Мансійського автономного округу Тюменської області Росії.
Адміністративний центр — село Малий Атлим.
Населення сільського поселення становить 1649 осіб (2017; 1834 у 2010, 2083 у 2002).
Станом на 2002 рік існували Великоатлимська сільська рада (село Великий Атлим, селище Сотниково) та Малоатлимська сільська рада (село Малий Атлим, селища Великі Леуші, Зарічний, Комсомольський). 30 червня 2017 року було ліквідовано селище Сотниково.

## Склад
До складу сільського поселення входять:
| Населений пункт        | Населення, осіб (2002) | Населення, осіб (2010) |
| ---------------------- | ---------------------- | ---------------------- |
| Великий Атлим, село    | 372                    | 326                    |
| Великі Леуші, селище   | 478                    | 459                    |
| Зарічний, селище       | 259                    | 206                    |
| Комсомольський, селище | 444                    | 391                    |
| Малий Атлим, село      | 491                    | 452                    |
| Сотниково, присілок    | 39                     | 0                      |